# 廣澤伸哉
- 広沢伸哉

廣澤 伸哉（ひろさわ しんや、1999年8月11日 - ）は、大分県別府市出身の元プロ野球選手（内野手）。右投右打。

## 経歴

### プロ入り前
小学2年で野球を始めた。
別府市立青山中学校を経て、高校は大分県立大分商業高等学校へ進学。同校では遊撃手として2年秋に九州大会進出したが、2回戦で敗退した。3年夏は大分県大会決勝で明豊に敗れ、3年間を通じて甲子園出場はなかった。
2017年10月26日に行われたドラフト会議では、オリックス・バファローズから7位指名を受け、11月20日に契約金2000万円、年俸480万円（推定）の条件で契約を結んだ。背番号は64。担当スカウトは山口和男。

### オリックス時代
2018年は、二軍で60試合に出場し打率.177という成績で、一軍昇格の機会はなかった。
2019年は、二軍で90試合に出場し打率.157、5盗塁という成績で、2年続けて一軍昇格の機会はなかった。
2020年は、練習試合から一軍に帯同し、初めて開幕を一軍で迎えた。6月19日に行われた、東北楽天ゴールデンイーグルスとの開幕戦（京セラドーム大阪）では、9回表に遊撃手として出場し、一軍デビューを果たした。翌20日の同カードでは「8番・遊撃手」でプロ初先発出場すると、同25日の千葉ロッテマリーンズ戦（ZOZOマリンスタジアム）では、5回表にプロ初安打となる遊撃内野安打を放った。最終的に、この年は主に守備固めとして23試合に出場し、打率.158を記録。オフに、70万円増となる推定年俸550万円で契約を更改した。
2021年は、6月9日に一軍へ昇格したが、出場がないまま翌日に登録抹消。二軍では81試合に出場し、打率.169、0本塁打、15打点、7盗塁という成績で、一軍での出場機会はなかった。11月3日に育成選手への移行を前提とした自由契約が通告された。12月9日に翌年の育成選手契約を締結した。背番号は120。
2022年は、二軍では42試合の出場で打率.121、2打点と結果を残せず、10月4日に戦力外通告を受けた。

### オリックス退団後
オリックス退団後は野球塾・ピエンサベースボールアカデミーで常勤コーチを務める。
2023年11月21日、東京ドームで開催された高校野球女子選抜対イチロー率いる草野球チーム「KOBE CHIBEN」の試合で、「KOBE CHIBEN」のメンバーに選抜された。ただし、現役引退から日が浅く、イチローからは「本来なら決して試合で使ってはならないレベルの、禁断の助っ人プレイヤー」とされ、実際に試合に出場することはなかった。
2024年9月23日に東京ドームで開催された高校野球女子選抜対「KOBE CHIBEN」の試合に2年連続で「KOBE CHIBEN」のメンバーに選抜され、未出場の前年とは異なり「5番・遊撃」で先発起用されている。

## 選手としての特徴・人物
50m走のタイムは5秒8。打球に合わせるのが上手く、取ってからスローイングが速い内野守備も評価されている。

## 詳細情報

### 年度別打撃成績
| 年 度     | 球 団      | 試 合 | 打 席 | 打 数 | 得 点 | 安 打 | 二 塁 打 | 三 塁 打 | 本 塁 打 | 塁 打 | 打 点 | 盗 塁 | 盗 塁 死 | 犠 打 | 犠 飛 | 四 球 | 敬 遠 | 死 球 | 三 振 | 併 殺 打 | 打 率 | 出 塁 率 | 長 打 率 | O P S |
| --------- | ---------- | ----- | ----- | ----- | ----- | ----- | -------- | -------- | -------- | ----- | ----- | ----- | -------- | ----- | ----- | ----- | ----- | ----- | ----- | -------- | ----- | -------- | -------- | ----- |
| 2020      | オリックス | 23    | 22    | 19    | 2     | 3     | 0        | 0        | 0        | 3     | 0     | 0     | 0        | 3     | 0     | 0     | 0     | 0     | 7     | 0        | .158  | .158     | .158     | .316  |
| 通算：1年 | 通算：1年  | 23    | 22    | 19    | 2     | 3     | 0        | 0        | 0        | 3     | 0     | 0     | 0        | 3     | 0     | 0     | 0     | 0     | 7     | 0        | .158  | .158     | .158     | .316  |

- 2022年度シーズン終了時

### 年度別守備成績
| 年 度 | 球 団      | 二塁  | 二塁  | 二塁  | 二塁  | 二塁  | 二塁     | 三塁  | 三塁  | 三塁  | 三塁  | 三塁  | 三塁     | 遊撃  | 遊撃  | 遊撃  | 遊撃  | 遊撃  | 遊撃     |
| 年 度 | 球 団      | 試 合 | 刺 殺 | 補 殺 | 失 策 | 併 殺 | 守 備 率 | 試 合 | 刺 殺 | 補 殺 | 失 策 | 併 殺 | 守 備 率 | 試 合 | 刺 殺 | 補 殺 | 失 策 | 併 殺 | 守 備 率 |
| ----- | ---------- | ----- | ----- | ----- | ----- | ----- | -------- | ----- | ----- | ----- | ----- | ----- | -------- | ----- | ----- | ----- | ----- | ----- | -------- |
| 2020  | オリックス | 5     | 1     | 4     | 0     | 1     | 1.000    | 6     | 0     | 2     | 0     | 0     | 1.000    | 10    | 13    | 17    | 1     | 3     | .968     |
| 通算  | 通算       | 5     | 1     | 4     | 0     | 1     | 1.000    | 6     | 0     | 2     | 0     | 0     | 1.000    | 10    | 13    | 17    | 1     | 3     | .968     |

- 2022年度シーズン終了時

### 記録
初記録
- 初出場：2020年6月19日、対東北楽天ゴールデンイーグルス1回戦（京セラドーム大阪）、9回表に安達了一に代わり遊撃手として出場[10]
- 初先発出場：2020年6月20日、対東北楽天ゴールデンイーグルス2回戦（京セラドーム大阪）、8番・遊撃手で先発出場[10]
- 初打席：同上、2回裏に松井裕樹から見逃し三振
- 初安打：2020年6月25日、対千葉ロッテマリーンズ3回戦（ZOZOマリンスタジアム）、5回表に岩下大輝から遊撃内野安打[11]

### 背番号
- 64（2018年 - 2021年）
- 120（2022年）